# Аудемірдюм
Аудемірдюм (нід. Oudemirdum, фриз. Aldemardum) — село в нідерландській провінції Фрисландія на узбережжі штучного прісного озера Ейсселмер. Входить до муніципалітету Фріске-Маррен. Його населення станом на 2017 рік складало 1330 осіб.